# Косатка

Розмір у порівнянні з дайвером

Коса́тка хи́жа (Orcinus orca) — водний ссавець родини дельфінових, єдиний сучасний представник роду косаток (Orcinus). Окрім сучасного, відомо також 3 вимерлі види: Orcinus citoniensis, Orcinus meyeri, Orcinus paleorca.
Це найбільші хижі дельфіни; відрізняються від інших дельфінів контрастним чорно-білим забарвленням. Для косаток характерний статевий диморфізм: самці досягають в довжину 6-7 м, при масі до 8 т, самиці — 6 м при масі до 4 т. Крім того, спинний плавник у самців високий (до 1,5 м) і майже прямий, а у самиць — приблизно удвічі нижчий і заломлений. На відміну від більшості дельфінів, грудні ласти у косатки не загострені та не серпоподібної форми, а широкі й овальні. Голова коротка, сплощена зверху, без дзьоба; зуби масивні, завдовжки до 13 см, пристосовані до розривання великої здобичі.
Англійська назва косатки — killer whale (кит-убивця) проте підтверджених випадків нападу косаток на людину в природі не зафіксовано, крім випадків захисту твариною свого життя під час полювання на неї людини. У неволі косатка поводиться миролюбно та легко піддається дресируванню.

## Назва
Латинське orca імовірно походить від грец. ὄρυξ — цим словом Пліній Старший позначив якогось хижака, який міг бути як косаткою, так і кашалотом. Англійську назву killer whale («кит-вбивця») косатка отримала у XVIII столітті внаслідок неправильного перекладу іспанської назви косатки – asesina ballenas («вбивця китів»).

## Морфологія
Забарвлення спини і боків у косатки чорне, горло біле, на череві — біла подовжня смуга. У деяких форм антарктичних косаток спина темніша від боків. На спині, позаду спинного плавника, є сіра сідлоподібна пляма. Над кожним оком є по одній білій плямі. У водах Арктики і Антарктики білі плями можуть набувати жовтувато-зеленуватого або бурого відтінку через плівки з діатомових водоростей, що покривають їх. Форма плям у косаток настільки індивідуальна, що дозволяє ідентифікувати окремі особини. Крім того, на півночі Тихого океану зустрічаються повністю чорні (меланісти) і білі (альбіноси) особини.

## Поширення
Косатка поширена практично по всьому Світовому океані, зустрічається як поблизу берегів, так і у відкритих водах, але дотримується в основному 800 км прибережної смуги. Не заходить вона тільки в Чорне, Східно-сибірське і в море Лаптєвих. У тропіках вона зустрічається рідше, ніж в холодних і помірних водах.

## Харчування
Хоча косатка — хижак з широким спектром живлення, кожна окрема популяція має досить вузьку трофічну спеціалізацію. Так деякі популяції в Норвезькому морі живляться оселедцевими і щоосені мігрують услід за ним до узбережжя Норвегії; інші популяції в тому ж районі полюють переважно на ластоногих. При цьому трофічні уподобання визначають соціобіологічні особливості популяцій. При вивченні канадських косаток було виділено два їх різновиди: «резидентні» і «транзитні» косатки, або «домосіди» і «бродяги».

## Мисливська поведінка
Косатки-домосіди живляться переважно рибою: оселедцем, тріскою, тунцем, макреллю, палтусом і лососевими, а також головоногими молюсками, і лише в окремих випадках — морськими ссавцями.
У пошуках риби вони зазвичай розгортаються в ланцюг і пливуть з швидкістю близько 5 км/год. При цьому ехолокаційні сигнали дозволяють кожній тварині визначати своє положення щодо інших, залишатися у контакті з ними і брати участь в загальній діяльності групи. Виявлений косяк риби косатки притискають до берега або зганяють в щільну кулю біля поверхні води, по черзі пірнають в її середину і глушать рибу ударами хвоста (карусельний метод). Оскільки для загінного полювання потрібна велика зграя мисливців, угруповання резидентних косаток включають від 5 до 15 особин. Подібний метод здобування морської риби і дельфінів освоїли рибалки (див. «Загінне полювання на дельфінів»). Інколи косатки нападають на китів, серед яких можуть бути фінвали, сейвали, сині кити, смугачі, кашалоти, горбаті кити. Також інколи нападають на оленів, лосів, козуль, які перепливають прибережні канали. Під час нападу на китів вони топлять жертву, а потім з'їдають улюблені ласощі: язик, губи, горло.

## Спілкування косаток
Складні стратегії полювання та соціальні взаємини, що існують у косаток, потребують відповідних засобів комунікації. Косатки мають свою систему звукових сигналів, за допомогою якої передають інформацію одне одному. Окрім косаток, до клубу тварин, які володіють «мовою», також належать великі примати та морські леви (звуки, які вони видають, мають комунікативну функцію та не є генетично обумовленими). Канадським дослідником Джоном Фордом — співробітником публічного океанаріуму міста Ванкувера — було встановлено, що різні стада косаток у спілкуванні використовують різні «діалекти» і, навіть, різні «мови».

## Цікаві факти
- Назву Orca (з англ. - Косатка) отримав проєкт безпілотного підводного човна компаній Boeing та Huntington Ingalls Industries[2].